# Aulacospermum anomalum
Aulacospermum anomalum là một loài thực vật có hoa trong họ Hoa tán. Loài này được (Ledeb.) Ledeb. mô tả khoa học đầu tiên năm 1833.